# Catocala nebraskae
Catocala nebraskae là một loài bướm đêm trong họ Erebidae.